# Panther Lazer
La Panther Lazer è un'autovettura prodotta dalla casa automobilistica inglese Panther Westwinds nel 1974.

## Il contesto
L'importatore canadese della Panther aveva chiesto a Robert Jankel di costruire un'auto unica come regalo per sua moglie. La vettura avrebbe dovuto avere motore, cambio manuale, sospensioni indipendenti e impianto frenante in dotazione dalla Jaguar XJ, anche se durante lo sviluppo il motore a 6 cilindri in linea venne sostituito con un V12, e l'asse posteriore venne sostituito con uno preso dal modello J.72.
La carrozzeria in alluminio era concepita in modo da ospitare dei buffer per assorbire energia in caso di urto, mentre la strumentazione era montata centralmente su un pilone orientato verso il guidatore.
Nonostante fosse un esempio visionario di automotive design, la donna per la quale l'auto fu costruita rifiutò il dono del marito. Consegnata ad agosto 1974, l'auto venne restituita alla fabbrica della Panther, dove rimase un paio d'anni prima di venir venduta al giovane principe ereditario dell'Iran.